# Истрия
Вижте пояснителната страница за други значения на Истрия.
Истрия (на хърватски: Istra; на словенски: Istra; на италиански: Istria) е полуостров в крайната западна част на Балканския полуостров, разположен основно на територията на Хърватия и частично в Словения и Италия. Вдава се на 70 km в Адриатическо море и ширина до 63 km в северната част. Площ около 3700 km². На запад се мие от водите на Венецианския залив, на северозапад – на Триесткия залив, на изток – от Риекския залив, а на югоизток протока Кварнер го отделя от остров Црес (крайния северозападен остров от Далматинските острови). За северна граница на полуострова се приема линията, свързваща върха на Триесткия залив при италианския град Триест с върха на Риекския залив при хърватския град Опатия. Бреговата му линия е слабо разчленена, но е изпъстрена с предимно малки, но многобройни заливчета и полуострови. Релефът му е платовиден, изграден основно от мезозойски варовици, който постепенно се повишава от 100 m на югозапад до 600 m на североизток, където се издига най-високата точка на полуострова е връх Вояк в планинския масив Учка (1396 m). Широко разпространение имат карстовите форми на релефа. Климатът е средиземноморски. Най-голямата река е Мирна, течаща в западна посока. Покрит е с оскъдна средиземноморска растителност (шибляк, треви). Най-големите градове са: Пула, Лабин, Воднян, Пазин, Ровин и Умаг в Хърватия, Копер, Изола и Пиран в Словения и Триест в Италия. Полуостровът е известна туристическа дестинация. На полуострова са разположени живописни заливи и градчета, построени във венециански стил.